# 海峡两岸关系协会
海峡两岸关系协会（英語：Association for Relations Across the Taiwan Straits），简称海协、海协会，是中国共产党及中華人民共和國处理海峡两岸事务的半官方机构，其业务上級机关为中共中央台湾工作办公室（外挂国务院台湾事务办公室牌子）。在中華民國方面的對應機構為海峡交流基金会。

## 沿革
1990年5月20日，中华民国总统李登辉在台北发表就职演说，改变了蒋介石、蒋经国时期坚持的“汉贼不两立”，第一次系统提出了他担任总统后的对大陆政策。1990年6月11日，中共中央召开全国统战工作会议，新任中共中央总书记江泽民在会议上讲话，其中讲到了台湾问题，这是江泽民作为中共中央总书记就台湾问题首次发表公开讲话，该讲话是1995年江泽民“八点主张”发表前，大陆对台工作最重要的指导文件。1990年9月24日，台湾《中国时报》全文刊登了中华人民共和国主席杨尚昆接受该报记者采访时的谈话，大陆的《人民日报》也在1990年9月25日作了报道，这是中国共产党领导人1949年以来首次接受台湾记者专访。
1990年12月6日至13日，中共中央在北京举行第一次全国对台工作会议，这是1949年以来首次由中共中央召开的除台湾以外的全国性对台工作会议，各省、自治区、直辖市和中共中央、国家机关各部门的负责人出席，江泽民、杨尚昆、李鹏、乔石、宋平、李瑞环等出席会议并接见全体与会代表，中共中央总书记江泽民、国家主席杨尚昆、国务院总理李鹏在会上分别作报告，会议由国务院副总理吴学谦主持。会前，根据杨尚昆的委托，由中央对台工作领导小组成员朱穆之主持会议文件的起草工作，参加起草的有中央对台工作领导小组办公室、国务院台湾事务办公室、外交部、中国社会科学院台湾研究所等部门的人员。会议通过的文件贯彻了邓小平对台工作的新判断、新对策，并且体现了江泽民在全国统战工作会议上讲话的基调，呼吁“国共两党应当尽早接触谈判”。
1991年下半年，经中共中央和国务院批准，国务院台湾事务办公室成为中央对台工作领导小组的办事机构，脱离国务院编制，列入中共中央直属机构序列，对外保留国台办牌子。王兆国任中共中央台湾工作办公室（简称中共中央台办）兼任国务院台湾事务办公室（简称国务院台办）主任。
1991年2月23日，李登辉任主任委员的国家统一委员会通过《国家统一纲领》，并于同年3月14日经行政院通过。《国家统一纲领》正式公布后，大陆方面由吴学谦在国务院会议室召开会议，中央和国家机关有关部门负责人应邀出席。此后经批准，大陆方面以“有关方面负责人就台湾当局《国家统一纲领》发表谈话”的名义，正式表明了大陆方面的态度。1991年4月30日，李登辉举行中外记者招待会，宣布自同年5月1日起终止“动员戡乱时期”及《动员戡乱时期临时条款》。随后，大陆方面的中共中央台湾工作办公室、国务院台湾事务办公室的唐树备和李庆洲奉王兆国、杨斯德之命，组织了起草小组。1991年6月7日，由起草小组起草，经王兆国、杨斯德审定上报中央批准后，新华社发表《中共中央授权台办负责人就海峡两岸关系与和平统一问题发表的谈话》，简称“六·七讲话”，严厉批判了先前李登辉的讲话，并提出三点建议。
1990年11月21日，台湾方面成立了“海峡交流基金会”（简称“海基会”），辜振甫任董事长。台湾媒体报道，海基会副会长兼秘书长陈长文将“综理会务”，“未来主要任务是处理与保护两岸民众权益有关的事务性工作，接受台官方委托办理各项涉及公权力的事务”。行政院院长郝柏村表示：未来大陆政策仍坚持“不接触、不谈判、不妥协”的“三不政策”，大陆工作的重心仍在两岸民间往来。陈长文表示，台湾方面的新政策是：单纯事务性事情“要接触、要谈判、要妥协”，但高层次政治问题仍坚持“三不政策”。
针对海基会的成立，经过批准，1990年11月26日，唐树备以国务院台办副主任、发言人的名义，就海基会成立回答新华社记者提问。1991年4月28日至5月4日，陈长文第一次率海基会访问团到北京访问，正式提出台湾方面要求解决的问题，他们此行与大陆方面的国务院副总理吴学谦、中央台办、国务院台办主任王兆国、副主任唐树备会见。吴学谦与陈长文的会见是大陆负责对台工作的高层人士1949年以来第一次公开会见获得台湾当局授权的人士。
1990年，唐树备作为国务院台办分管研究组和交流组的副主任，与研究组人员研究了台湾成立中介机构的考虑和大陆方面的对策。当时，台湾方面表示难以接受中国共产党提出的国、共两党谈判的主张，并建议通过两岸中介团体接触对话。一位台湾人士私下来北京告称：台湾方面希望成立一个“公权认可”的中介团体，“处理的是事务性、不是政策性问题，但可作为可靠的、直通最高层的传话管道”，并希望大陆也成立相应机构。1990年12月，唐树备在参加为中共中央召开全国对台工作会议起草会议文件的工作时，代表国务院台办提出了“海峡两岸有关部门或个人以适当名义接触、商谈”的意见，经吴学谦主持中央、国务院有关部门负责人会议讨论，由全国对台工作会议讨论通过，经中共中央批准后成为中央正式意见。该意见将江泽民1990年6月讲话中的内容具体化，回应了台湾方面的主张，是中共中央在两岸谈判名义问题上作出的重大调整，为此后海峡两岸关系协会的成立和与海基会的接触、商谈铺平了道路。
1991年4月底，陈长文率海基会访问团访问北京时，大陆方面并未正式决定成立与海基会相应的受权民间团体。但随着两岸海上冲突和纠纷不断发生，大陆方面同海基会的联系日益频繁。尤其是在处理1991年“6·13鹰王号事件”与“7·21闽狮渔事件”中，国务院台办均通过海基会与台湾当局接触。大陆方面认为，这将使国务院台办这一中央对台工作部门的回旋余地减少，并且两岸下一步可能即将就某些问题举行谈判并签署协议。为此，大陆方面开始考虑成立和海基会类似的受权民间团体。建议成立该受权民间团体的报告获得江泽民、李鹏、杨尚昆、吴学谦等批准，国务院总理李鹏还为该受权民间团体批准了30个编制。
1991年11月7日，吴学谦在中南海紫光阁再次会见海基会访问团，正式将大陆方面成立受权民间团体的决定告诉陈长文，表示这是尊重台湾方面的意见，以便就两岸事务性问题接触商谈。
1991年12月16日，以“促进海峡两岸交往，发展两岸关系，实现祖国和平统一”为宗旨的民间团体——海峡两岸关系协会成立大会在北京人民大会堂台湾厅举行，国务院副总理吴学谦出席大会并讲话，这是中共对台工作负责人第一次在公开讲话中向中国国民党提出国共合作制约“台独”。王兆国代表中共中央台办、国务院台办，对协会的成立表示祝贺并讲话。海协名誉会长荣毅仁、会长汪道涵也发表讲话。大会通过了《海峡两岸关系协会章程》，其中规定，为实现协会宗旨，协会将致力于加强同赞成本会宗旨的社会团体和各界人士的联系与合作；协助有关方面促进海峡两岸各项交往和交流；协助有关方面处理海峡两岸同胞交往中的问题，维护两岸同胞的正当权益。协会可以接受有关方面委托，与台湾有关部门和授权团体、人士商谈两岸交往中的有关问题，并且可以签订协议性文件。协会理事由中共中央台办（国务院台办）各局局长，中央、国务院涉台部门的局级干部，长江以南沿海的江苏省、上海市、浙江省、福建省、广东省、海南省的台办负责人，对外经济贸易部下属的几大贸易公司，部分从事台湾研究的学者等组成。成立大会通过了《海峡两岸关系协会章程》，选举了名誉会长、会长、常务副会长、副会长，聘请了顾问，决定了秘书长人选。当晚，在北京人民大会堂举行宴会，各民主党派领导人应邀出席，王兆国在宴会上讲话时，转达了国家主席杨尚昆对海协成立的祝贺。
由中国国际信托投资公司董事长荣毅仁担任海协名誉会长，是由中共中央台办（国务院台办）建议，经中共中央批准后，中华人民共和国主席、中央对台工作小组组长杨尚昆亲自征求荣毅仁的意见，获得了荣毅仁的同意。由汪道涵担任海协会长，是由中共中央组织部提名并征求王兆国的意见后，报中共中央决定。中央批准汪道涵任会长后，中共中央台办（国务院台办）约请他到北京，吴学谦在人民大会堂约见他，并共进晚餐，吴学谦代表中央正式通知汪道涵该任命，并表示：海协由中共中央台办直接管，向会长汪道涵负责，希望汪道涵对海协工作多提意见，海协的重大事项应征求汪道涵意见。1992年中共十四大后，经中央批准，汪道涵参加新组建的以中共中央总书记江泽民为组长的中央对台工作领导小组，但海协的领导关系仍维持吴学谦宣布的上述原则。
1992年10月，中共十四届一中全会选出了新领导班子，江泽民再次当选中共中央总书记，国家主席杨尚昆不再担任中共中央政治局委员、中央军委副主席职务，也不再分管对台工作。改由江泽民总书记直接负责对台工作，组建了以江泽民为组长的新一届中央对台工作领导小组。在王兆国的建议下，1992年12月15日，江泽民在中南海会见了出席海峡两岸关系协会成立一周年座谈会的海协会长、常务副会长、副会长及秘书长，并发表谈话，以表示对海协工作的重视和支持，江泽民与大家合影，并在中南海设宴招待部分被接见人士。
1992年，海协与海基会在香港举行香港會談，其中就两岸事务性商谈中如何表述坚持一个中国原则的问题进行了讨论，后来形成的“九二共识”为海协和海基会的商谈奠定了基础。
1993年4月，海协会长汪道涵同海基会董事长辜振甫在新加坡举行，这是自1949年以来两岸高层人士首次以民间名义进行公开会晤，建立了两岸制度化协商机制。
1995年6月后，大陆方面不满李登辉发表分裂言论，两岸陷入两年危机，两会商谈中断。1997年5月，海协委托香港船东会与海基会两次协商1997年7月1日香港回归以后的港台航运问题，签署纪要，两会互动由此回温。1998年4月和7月，两会副秘书长李亚飞、詹志宏两次举行汪辜会晤预备性磋商。1998年9月，两会秘书长张金成、许惠祐商定汪辜会晤行程。
1998年10月14日，海基会董事长辜振甫率团赴上海、北京参访。这是第一位台湾方面正式授权的代表近五十年来前来大陆。当天下午，辜振甫与汪道涵在上海和平饭店“汪辜会晤”，双方达成包括两岸继续进行政治对话及汪道涵应邀访问台湾等四项共识。随后两会就汪道涵访问台湾举行了两次副秘书长级预备性磋商。
1999年，李登辉提出“两国论”后，海协中断了与海基会的接触商谈。
2001年12月16日，海峡两岸关系协会在北京举行成立十周年招待会。会长汪道涵发表书面致词，中共中央台办、国务院台办主任陈云林、海协常务副会长李炳才分别讲话。他们呼吁海峡两岸共同反对“台独”，促进两岸关系的稳定和发展，完成祖国的完全统一。
2005年12月汪道涵逝世后，海协会长悬缺。2008年6月3日，海协第二届理事会第一次会议举行，中共中央台办、国务院台办原主任陈云林当选为新任会长。
2008年马英九就任中华民国总统后，2008年6月12日至14日，海协与海基会在“九二共识”基础上恢复了已中断9年的制度性协商。海协会长陈云林和海基会董事长江丙坤在北京签署了《海峡两岸包机会谈纪要》、《海峡两岸关于大陆居民赴台湾旅游协议》。此后至2012年，陈云林与江丙坤先后八次举行两会领导人会谈。
2013年4月，在海协第三届理事会第一次会议上，陈德铭被推举为海协会长。2013年6月21日，海协会长陈德铭与新任海基会董事长林中森在上海会谈。
2016年蔡英文就任中华民国总统后，因不承认“九二共识”，包括海协与海基会之间的制度性协商在内的两岸高层联系中断。

## 兩會協商談判

### 
1993年4月29日，海協會會長汪道涵和海基會董事長辜振甫在新加坡舉行兩會第一次會談。雙方簽署《兩岸公證書使用查證協議》及《兩岸掛號函件查詢、補償事宜協議》、《兩會聯繫與會談制度協議》及《汪辜会谈共同协议》。

### 唐焦會談
1994年1月31日到2月5日、1994年8月4日至8月7日，海協常務副會長唐樹備與海基會副董事長兼秘書長焦仁和先後在北京、台北進行二度唐焦會談，就如何落實《汪辜會談共同協議》及後續事務性協商問題進行會談，兩度唐焦會談後，1994年8月24日，依《兩會聯繫與會談制度協議》第五條通過訂定《兩會商定會務人員入出境往來便利辦法》。

### 第一次陳江會談
2008年6月12日海協會長陳雲林和海基會董事長江丙坤在北京舉行协商谈判，針對多項攸關兩岸交流議題達成共識，包括兩岸包機直航、大陸游客來台等，並將推動兩岸合作在台灣海峽海域探勘開發油田。雙方並簽署《海峽兩岸包機會談紀要》。

### 第二次陳江會談
2008年11月4日，兩會再度由陳雲林與江丙坤領銜於台北圓山飯店舉行协商谈判，針對兩岸包機直航新航線及增加班次與航點、兩岸海運直航、全面通郵、食品安全管理機制，以及面對世界金融風暴兩岸如何應對等問題進行協商。两会会谈成果包含四个协议，《海峡两岸空运协议》、《海峡两岸海运协议》、《海峡两岸邮政协议》、《食品安全协议》。

### 第三次陳江會談
2009年4月26日，海協會長陳雲林和海基會董事長江丙坤在南京举行协商谈判。由海峡交流基金会董事长江丙坤率领代表团前往南京，针对共同打击犯罪及司法互助、两岸定期航班、两岸金融合作等议题进行协商。双方签署了《海峡两岸金融合作协议》、《海峡两岸空运补充协议》、《海峡两岸共同打击犯罪及司法互助协议》 三项协议。

### 第四次陳江會談
2009年12月21日，海協會長陳雲林和海基會董事長江丙坤於台中市舉行协商谈判。

## 机构设置
海峡两岸关系协会最高权力机构是理事会。理事会的理事由社会各界和有关方面推荐、协商产生，任期每届五年。本会设会长一人，常务副会长一人，副会长若干人，秘书长一人。海峡两岸关系协会聘请名誉会长、顾问。
根据《海峡两岸关系协会章程》，海峡两岸关系协会设置下列机构：

### 内设机构
- 秘书部
- 研究部
- 综合部
- 协调部
- 联络部
- 经济部

### 派出机构
- 驻澳门办事处

## 历任领导
| 名誉会长 - 荣毅仁（1991年12月16日—1993年3月） 会长 - 汪道涵（1991年12月16日—2005年12月24日逝世） - 陈云林（2008年6月3日—2013年4月26日） - 陈德铭（2013年4月26日—2018年4月27日） - 张志军（2018年4月27日—） 顾问 - 张克辉（1991年12月16日—，中华全国台湾同胞联谊会会长） - 林丽韫（1991年12月16日—，全国人大侨务委员会副主任） - 蔡子民（1991年12月16日—2003年4月11日逝世，台盟中央主席） - 经叔平（1994年1月12日—2008年6月3日，全国工商联主席） - 郑鸿业（1994年1月12日—2008年6月3日，中国国际贸易促进委员会会长） - 俞晓松（1998年10月6日—2008年6月3日） - 王永海（1998年10月6日—2008年6月3日） - 李炳才（1998年10月6日—2000年） - 陈云林（2013年4月26日—） | 常务副会长 - 唐树备（1991年12月16日—2000年7月） - 李炳才（2000年7月—2008年6月3日） - 郑立中（2008年6月3日—2017年2月） - 龙明彪（2018年4月27日—） 执行副会长 - 孙亚夫（2008年6月3日—2009年） - 李亚飞（2010年1月28日—2013年4月26日） 驻会副会长 - 李炳才（2008年6月3日—2013年4月26日） 副会长 - 经叔平（1991年12月16日—1994年1月12日） - 邹哲开（1991年12月16日—1994年4月） - 张金成（1998年10月6日—2008年6月3日） - 孙亚夫（1998年10月6日—2006年4月；2013年4月26日—） - 刘震涛（1998年10月6日—2003年10月） - 安民（2006年4月—2013年4月26日） - 王在希（2006年7月—2013年4月26日） - 王富卿（2008年6月3日—2013年4月26日） - 张铭清（2006年—2013年4月26日） - 叶克冬（2013年4月26日—） - 蒋耀平（2013年4月26日—） - 李亚飞（2013年4月26日—） |

| 秘书长 - 邹哲开（1991年12月16日—1994年4月，兼） - 张金成（1995年3月20日—2000年7月，兼） - 李亚飞（2000年7月—2013年4月26日） - 马晓光（2013年4月26日—2013年12月） - 杨流昌（2013年12月—2016年7月） - 马国樑（2016年7月—） | 副秘书长 - 刘刚奇（？—？） - 孙亚夫（1992年8月—1994年6月） - 李亚飞（1994年2月—1995年10月） - 赵正豫（？—？） - 杨晓明（？—？） - 何建华（？—？） - 王小兵（？—？；2013年—？） - 马晓光（？—2013年4月26日） - 张胜林（？—？） - 郑崇阳（2013年4月26日—2016年） - 邓子超（？—？） - 马国樑（？—2016年7月） - 苏振学（？—） |

## 外部連結
- 海峡两岸关系协会 （页面存档备份，存于）（简体中文）（繁體中文）